# Beilerstraat 29 (Assen)
Het woonhuis aan de Beilerstraat 29 in de Nederlandse stad Assen is een monument.

## Beschrijving
Het huis werd omstreeks 1895 gebouwd aan de Beilerstraat in een eclectische stijl en is verwant aan het Asser type, een benaming die in de stad wordt gegeven aan verdiepingsloze woonhuizen met een verhoogde middenpartij. In andere regio's wordt dit type ook wel middenganghuis genoemd. 
Het pand is opgetrokken in baksteen, heeft een geprofileerde daklijst en een met pannen gedekt schilddak. De symmetrische voorgevel is vijf traveeën breed, met een entree in het midden. Boven de vensters is een segmentboog geplaatst, met aanzetstenen en een sluitsteen. Op de begane grond zijn de boogtrommel gevuld met een floraal motief. De kleine dakkapel aan de voorzijde wordt bekroond door een fronton. 

## Waardering
Het pand is een gemeentelijk monument.